# Valentina Diouf
Valentina Diouf (* 10. Januar 1993 in Mailand) ist eine italienische Volleyballspielerin.

## Karriere
Diouf spielte von 2009 bis 2011 beim „Club Italia“ und in der Juniorinnen-Nationalmannschaft, mit der sie 2009 die Bronzemedaille bei der U18-Europameisterschaft gewann, 2010 U19-Europameisterin sowie 2011 U20-Weltmeisterin wurde. Seit 2011 spielt die Diagonalangreiferin in der italienischen „Serie A1“. Mit Foppapedretti Bergamo gewann sie gleich im ersten Jahr den italienischen Supercup. Seit 2013 spielt Diouf auch in der italienischen Nationalmannschaft und gewann die Goldmedaille bei den Mittelmeerspielen. 2014/15 spielte sie bei Yamamay Busto Arsizio und 2015/16 bei LJ Volley Modena. Danach kehrte sie nach Busto Arsizio zurück, mit dem sie 2017 das Finale im europäischen CEV-Pokal erreichte und als wertvollste Spielerin ausgezeichnet wurde.

## Persönliches
Diouf hat einen senegalesischen Vater und eine italienische Mutter.